# Отель Ламбер
Оте́ль Ламбе́р (фр. Hôtel Lambert) — частный особняк XVII века в центре Парижа на острове Сен-Луи. С 1862 года исторический памятник Франции.
В переносном смысле «Отель Ламбер» — наименование консервативной верхушки польской эмиграции середины XIX века в Париже, так как с 1843 года особняк Ламбер был политическим штабом и культурным центром польской эмигрантской диаспоры во Франции во главе с Адамом Ежи Чарторыйским и его братом Константином.

## История
Особняк был построен по проекту архитектора Луи Лево в 1640—1644 годах для финансиста Жана-Батиста Ламбера. После смерти Жана-Батиста в 1644 году постройку унаследовал его брат Николя. Над оформлением интерьеров дома работали Шарль Лебрен, Франсуа Перье и Эсташ Лесюэр. До настоящего времени сохранились лебреновские росписи «Галереи Геркулеса»; картины Лесюэра из Отеля Ламбер были впоследствии выкуплены в королевскую казну и хранятся в музее Лувра. Сам Луи Лево выстроил себе дом по соседству и жил там в 1642—1650 годах. После смерти Лево в 1670 году его дом выкупили новые владельцы; они объединили дома Ламбера и Лево в одно целое.
В XVIII веке какое-то время отель Ламбер принадлежал финансисту Дюпену. В салоне его жены, урожденной Мари-Мадлен де Лафонтен, упоминаемой Руссо в его «Исповеди», собирались лучшие умы Франции века Просвещения. Вид на Париж из окон этого особняка Вольтер считал «достойным самого Константинополя». Философ пригласил в салон камергера прусского короля, чтобы тот полюбовался особняком, который «ему не даст плохого представления о Франции». Дружба, связавшая Вольтера с маркизой Эмили дю Шатле, и случай, позволивший маркизе купить этот особняк, приводят к тому, что в нём в 1740-е на какое-то время поселяется сам Вольтер. Полагают, что его покои находились на втором этаже.
В 1843 году, после разгрома восстания 1830—1831 годов, дом купила жена князя Адама Ежи Чарторыйского. Вокруг Чарторыйских группировалась консервативная фракция сторонников польской конституции 3 мая 1791 года — Юзеф Бем, Генрик Дембинский, Валериан Калинка, Владислав Замойский и другие — «посольство несуществующего государства», именовавшее себя «Повстанческо-монархическим союзом» (пол. Związek Insurekcyjno-Monarchiczny) и «Монархическим товариществом Третьего Мая» (Stowarzyszenie Monarchiczne Fundatorów i Przyjaciół «Trzeciego Maja»). Вторая, умеренно-демократическая и независимая от Чарторыйских, фракция была известна как «Объединённая польская эмиграция» (Zjednoczenie Emigracji Polskiej); позднее сложились и другие, радикальные, группировки.
В 1862—1863 годах «Отель Ламбер», повторяя политическую линию Наполеона III, выступал против готовившегося восстания 1863 года и поддержал его только после начала военных действий. Со временем, в особенности после разгрома восстания 1863 года, «Отель Ламбер» утратил чисто политическое лицо и стал культурным центром польской диаспоры. Здесь выступали Бальзак, Гектор Берлиоз, Адам Мицкевич, Шопен. Один из полонезов Шопена был написан специально для исполнения на ежегодном балу в «Ламбере».
В XX веке особняк был перепланирован под отдельные апартаменты; среди известных жильцов были Мишель Морган и Алексис фон Розенберг. C 1975 года домом владел барон Ги де Ротшильд; в 2007 году Ротшильды продали его шейху из Катара за 80 млн. евро.